# I'll Share My World with You
Albums de George Jones
Sings the Songs of Dallas Frazier
(1968) Where Grass Won't Grow
(1969)
I'll Share My World with You est un album de l'artiste américain de musique country George Jones. Cet album est sorti en 1969 sur le label Musicor Records. Tammy Wynette, qui épousera Jones l'année suivante, est en photo sur la couverture de l'album.

## Liste des pistes
| No  | Titre                        | Durée |
| --- | ---------------------------- | ----- |
| 1.  | I'll Share My World With You |       |
| 2.  | I Don't Have Sense Enough    |       |
| 3.  | Do What You Think's Best     |       |
| 4.  | Heartaches and Hangovers     |       |
| 5.  | Milwaukee, Here I Come       |       |
| 6.  | When the Grass Grows over Me |       |
| 7.  | You've Become My Everything  |       |
| 8.  | When the Wife Runs Off       |       |
| 9.  | Our Happy Home               |       |
| 10. | The Race Is On               |       |

## Positions dans les charts
Album – Billboard (Amérique du nord)
| Année | Chart          | Position |
| ----- | -------------- | -------- |
| 1969  | Albums country | 5        |
| 1969  | Albums pop     | 185      |